# Баранець (Скрипунові)

Баранець (лат. Arhopalus Audinet-Serville, 1834) — рід жуків з родини Скрипунових.

## Молекулярна філогенія
Вичерпної молекулярної філогенії, яка б включала усі види роду Баранець, станом на 2025-й рік все ще не створено. Існують певні зауваги щодо того, що рід не є монофілетичним. Найбільш свіжі молекулярні дані на основі порівняння секвенсів COI, куди включені секвенси 6-ти видів, свідчать, про існування двох окремих еволюційних гілок в межах роду Arhopalus. При цьому євразійські і північноамериканські види перемішані між собою. Зокрема до однієї еволюційної гілки входять євразійські Arhopalus rusticus, Arhopalus syriacus і північноамериканський Arhopalus productus. Тоді як до другої гілки належать північноамеринаські  Arhopalus foveicollis і Arhopalus asperatus, а також євразійський Arhopalus ferus. Інтерпретації і пояснення таких результатів на сьогодні немає. Включення більшої кількості видів і більшої кількості генетичних маркерів можуть вирішити цю філогенетичну заплутаність у майбутньому.

## Розповсюдження
Види роду Баранець розповсюджені у голарктиці, включаючи Євразію і Північну Америку. Деякі з них завезені на інші континенти з деревиною, де вони виступають інвазійними.
В Україні рід Баранець представлений двома видами:
- Баранець лісовий — Arhopalus ferus (Mulsant, 1839)
- Баранець звичайний — Arhopalus rusticus (Linnaeus, 1758)

## Види
1. Arhopalus asperatus (LeConte, 1859)
2. Arhopalus biarcuatus Pu, 1981
3. Arhopalus brunneus (Gardner, 1942)
4. Arhopalus cavatus Pu, 1981
5. Arhopalus coreanus (Sharp, 1905)
6. Arhopalus cubensis (Mutchler, 1914)
7. Arhopalus deceptor (Sharp, 1905)
8. Arhopalus exoticus (Sharp, 1905)
9. Баранець лісовий — Arhopalus ferus (Mulsant, 1839)
10. Arhopalus foveatus Chiang, 1963
11. Arhopalus foveicollis (Haldeman, 1847)
12. Arhopalus hispaniolae (Fisher, 1942)
13. Arhopalus pinetorum (Wollaston, 1863)
14. Arhopalus productus (LeConte, 1850) - New House Borer
15. Баранець звичайний — Arhopalus rusticus (Linnaeus, 1758)
16. Arhopalus syriacus (Reitter, 1895)
17. Arhopalus tibetanus (Sharp, 1905)
18. Arhopalus tobirensis Hayashi, 1968